# Ogg Vorbis
Vorbis är fri programvara / öppen programvara som leds av Xiph.Org Foundation (tidigare Xiphophorus company).
Projektet har skapat en specifikation och referensimplementation för ett ljudformat (sk codec) som använder sig av destruktiv komprimering (en. lossy compression) som datakompressionsmetod. Denna ljudkomprimering innebär att en valbar andel av ljudinformationen går förlorad, men ger istället mindre mängd data att hantera. Specifikationen är placerad i public domain och är fritt tillgänglig.
Vorbis används vanligen som ljudbärare i multimediaformatet Ogg och benämns därför ofta Ogg Vorbis.
Vorbis är en utveckling från ett ljudkomprimeringsformat som utvecklades 1993 av 
Chris Montgomery. Utvecklingsarbetet intensifierades i början av september 1998, när Fraunhofer IIS tillkännagav att de planerade att börja ta in licensavgifter för användandet av MP3-formatet. Vorbis-projektet startades från företaget Xiphophorus multimediaprojekt OggSquish, som senare fick namnet Ogg. Chris Montgomery startade arbetet med projektet, och fick till sin hjälp ett växande antal programutvecklare. De utvecklade källkoden tills version 1.0 av Vorbis-formatet definierades i maj 2000 och den 19 juli 2002 släppta versionen (1.0) av referensprogramvaran.
Ansvar för utveckling och underhåll av referensimplementationen, libvorbis, har Xiph.Org Foundation, vilka den 22 januari 2014 släppte den senaste officiella versionen av referensimplementation, d.v.s. version 1.3.4. Det finns även några andra implementationer av libvorbis, som exempelvis aoTuV, vilka förbättrat ljudkvaliteten, speciellt vid låga samplingsfrekvenser.
Dessa förbättringar flyttas sedan med jämna mellanrum tillbaka in i libvorbis.

## Namnet
Namnet Vorbis är taget efter en diskvärldenfigur, Exquisitor Vorbis i boken Små gudar av Terry Pratchett. Av en händelse så har skivvärlden även en figur som heter Nanny Ogg, som omnämns i många av böckerna om skivvärlden. Men multimediaformatet Ogg har inte fått namnet efter henne, utan det kommer från en term som används i datorspelet Netrek.

## Användning
Formatet Vorbis har blivit populärt bland dem som skriver fri programvara. Deras argument för att använda formatet är att det har bättre ljudkvalitet, komprimerar bättre och är helt fri från patent. Därmed är det även en bra ersättning för patenterade och restriktiva format, såsom MP3.
Vorbis har lite varierande användningsområden bland konsumentprodukter. Många videospel som 18 Wheels of Steel, Halo, Unreal Tournament 2004, Unreal Tournament 3, Mafia: The City of Lost Heaven, Grand Theft Auto: San Andreas, Crimsonland, Devil May Cry 3, Live For Speed och Guitar Hero: On Tour lagrar spelens audiofiler i Vorbis-format. Många populära mediaspelare ger stöd för att spela Vorbis-kodade filer, antingen direkt eller via externa tillägg. Ett antal webbplatser, vilket även gäller Wikipedia, använder Vorbis.
Andra som webbutiken Jamendo och Mindawn, som många nationella radiostationer som CBC Radio, JazzRadio, Absolute Radio, NPR, Radio New Zealand och Deutschlandradio. Spotify använder även Vorbis för att strömma ut sin musik till kunderna. Ogg har även föreslagits som ett av huvudformaten för strömmande media i HTML 5. Vorbis är ljudformatet i WebM, där det kan förekomma ensamt, eller ihop med VP8-video.

## Teknisk beskrivning
Specifikationerna för formatet har publicerats och är i public domain, till skillnad från ofria format såsom exempelvis MP3, AAC och 

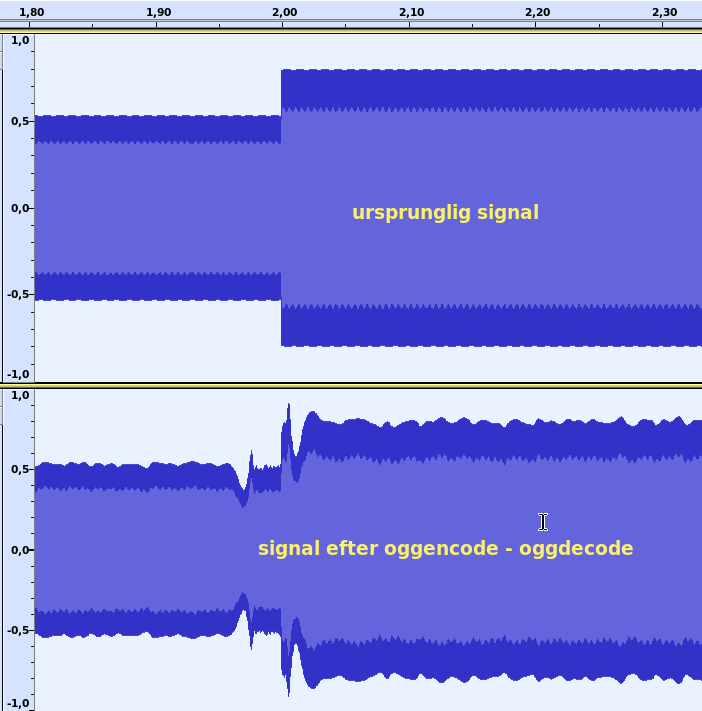
Illustration av signal först kodad till OGG VORBIS och sedan avkodad.

WMA som är patenterade. Att formatet är fritt innebär att man inte behöver något tillstånd eller betala någon avgift för att använda Ogg Vorbis-formatet när man kodar och avkodar ljudfiler, ej heller när man skriver eget program för att koda eller avkoda ljudfiler i Vorbis-formatet. 
Ogg Vorbis-formatet använder en algoritm som filtrerar bort del av ljudsignalen vid komprimering, vilket resulterar i en mindre filstorlek än originalljudet. Det gör att ljud som gått genom kodning/avkodning inte ser ut exakt som originalet. Ogg Vorbis använder även en anpassad och varierande samplingsfrekvens, vilket gör att ljudet kan komprimeras ännu mer utan att förlora mycket i ljudkvalitet. Vid komprimering av ljud med Ogg Vorbis, så anges en kvalitetssiffra mellan 1 och 10. Den indikerar hur mycket man vill komprimera ljudet på eventuell bekostnad av ljudkvalitet.

## Licenser
De ofria formaten MP3, ACC och WMA får inte användas för kodning och avkodning av ljudfiler utan att man godkänner ett licensavtal från ägarna, samt även i vissa fall betalar licensavgift till ägarna av formaten. Denna avgift läggs då på kundens pris på varan. Man får ej heller skriva program som kodar eller avkodar dessa format utan att först ha fått ett godkännande av ägarna och betalt eventuell licensavgift.
I Sverige gäller inte patent på algoritmer och datorprogram, så det är tveksamt om licenserna gäller här. Men om program skall exporteras, så måste man anpassa sig till de lagar som gäller i det land som produkten exporteras till. Exempelvis så gäller patent på algoritmer och datorprogram i USA.
Fraunhofer IIS äger formaten MP3 och ACC och Microsoft Corporation äger formatet WMA.